# Дерксен, Ян
Ян Дерксен (нидерл. Jan Derksen, 23 января 1919 — 22 мая 2011) — нидерландский велогонщик, неоднократный чемпион мира.

## Биография
Родился в 1919 году в Гертрёйденберге. В 1938 году стал бронзовым призёром чемпионата мира. В 1939 году выиграл чемпионат мира среди любителей.
После Второй мировой войны выступал как профессионал, завоевал две золотых, одну серебряную и две бронзовые медали чемпионатов мира.